# Recording Industry of South Africa
La Recording Industry of South Africa (RiSA) è un'organizzazione non governativa non a scopo di lucro che rappresenta l'industria musicale del Sudafrica e i musicisti, interpreti, autori e compositori che ne fanno parte. È membro dell'International Federation of the Phonographic Industry.
Fondata negli anni 1970 come Association of the South African Music Industry (ASAMI), l'associazione conta più di 3 000 membri. È responsabile dell'organizzazione della cerimonia per i più importanti premi sudafricani in ambito musicale, i South African Music Awards (SAMAs).
Dal 2006 l'associazione rilascia certificazioni agli album che hanno raggiunto una certa soglia di vendite su richiesta delle etichette discografiche. Inizialmente il disco d'oro scattava alle 20 000 copie, mentre gli album con più di 40 000 copie vendute a livello nazionale erano idonei per il disco di platino; i livelli sono stati abbassati a 15 000 copie per il disco d'oro e a 30 000 per il platino a partire da dicembre 2015. Sono state inoltre aggiunte soglie per i DVD e per i brani musicali (10 000 per l'oro e 20 000 per il platino), nonché per i video musicali (5 000 per l'oro e 10 000 per il platino).

## The Official South African Music Charts
Il 1º settembre 2021 è stato inaugurato il portale TOSAC (acronimo di The Official South African Music Charts), attraverso il quale vengono pubblicate due classifiche settimanali dei cento brani più popolari sulle piattaforme di streaming nel paese, una per il solo repertorio domestico e una generale per tutte le canzoni. A partire da dicembre dello stesso anno vengono rese disponibile anche due top 100 radiofoniche basate sui dati forniti dalla compagnia britannica Radiomonitor, anch'esse divise tra soli brani nazionali e canzoni internazionali. In precedenza veniva elaborata anche una top 20 degli album più venduti, che veniva pubblicata ogni sabato su Radio Sonder Grense.